# قدرت اثر

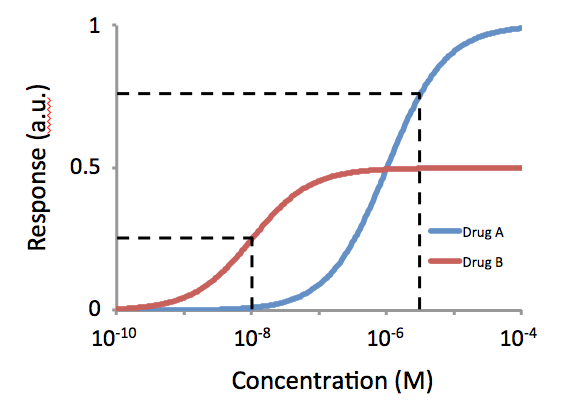

قدرت اثر در حیطه داروشناسی یک معیار سنجش فعالیت داروها می باشد که به صورت مقدار مورد نیاز جهت بروز یک اثر دارویی بیان می شود. 